# Xseed Games
Xseed Games là một công ty trò chơi điện tử của Mỹ được thành lập bởi các cựu nhân viên của Square Enix USA. Sau đó, hãng trở thành một công ty con của công ty trò chơi Nhật Bản Marvelous, cung cấp bản dịch theo ngôn ngữ, xuất bản trò chơi điện tử và các ấn phẩm liên quan.

## Lịch sử
Ngày 15 tháng 4 năm 2007, AQ Interactive, Inc. công bố mua lại Xseed Games, với việc chuyển nhượng cổ phần trước tháng 6 năm 2007. Thỏa thuận được ký Ngày 24 tháng 4 năm 2007, và việc chuyển nhượng cổ phần được hoàn tất ngày 26 tháng 6 năm 2007.
Ngày 9 tháng 4 năm 2008, Xseed Games thông báo rằng họ sẽ hợp tác với Marvelous Entertainment (MMV) để đồng xuất bản trò chơi của họ ở Bắc Mỹ. Tại E3 2008, MMV USA và Xseed Games đã tách biệt các trò chơi sẽ được đồng xuất bản theo thỏa thuận và các trò chơi mà Xseed sẽ xuất bản riêng.
Ngày 1 tháng 4 năm 2009, AQ Interactive thông báo tăng cổ phần của Xseed Games từ 55% lên 90%.
Ngày 14 tháng 4 năm 2010, Xseed Games đã công bố quan hệ đối tác với nhà phát triển Nhật Bản Nihon Falcom về việc bản địa hóa và xuất bản Ys Seven, Ys: The Oath in Felghana, Ys I & II Chronicles và bộ ba Trails in the Sky cho PlayStation Portable ở Bắc Mỹ.
Ngày 13 tháng 3 năm 2012, Xseed Games thông báo rằng việc xuất bản Ys: The Oath in Felghana và Ys Origin sẽ là bản phát hành đầu tiên trên nền tảng phân phối kỹ thuật số Steam.
Ngày 31 tháng 3 năm 2013, bộ phận kinh doanh trực tuyến Atlus Online Division của Index Corporation đã được Marvelous AQL mua lại và chuyển giao cho Xseed. Ngày 6 tháng 4 năm 2013, Xseed Games thông báo đổi tên doanh nghiệp thành Marvelous USA, Inc.
Năm 2019, cựu nhà sản xuất bản địa hóa của Xseed, Brittany Avery đã phát hiện ra rằng cô ấy không được ghi nhận cho công việc của mình trên bản nâng cao PlayStation 4 của The Legend of Heroes: Trails of Cold Steel sau khi rời công ty vào năm trước. Do đó, Xseed đã tiết lộ chính sách của họ là không ghi nhận nhân viên vào trò chơi nếu họ không còn làm việc tại công ty vào thời điểm phát hành. Cách làm này sau đó được một số công ty khác trong ngành thực hiện, đã bị cả người hâm mộ và các thành viên trong ngành chỉ trích.

## Trò chơi
| Tựa                                                   | Phát triển                            | Ngày phát hành            | Hệ máy               |
| ----------------------------------------------------- | ------------------------------------- | ------------------------- | -------------------- |
| Wild Arms 4                                           | Media.Vision                          | ngày 10 tháng 1 năm 2006  | PlayStation 2        |
| Shadow Hearts: From the New World                     | Nautilus                              | ngày 7 tháng 3 năm 2006   | PlayStation 2        |
| Valhalla Knights                                      | K2 LLC Marvelous Entertainment        | ngày 17 tháng 4 năm 2007  | PlayStation Portable |
| Dungeon Maker: Hunting Ground                         | Global A Entertainment                | ngày 19 tháng 6 năm 2007  | PlayStation Portable |
| Brave Story: New Traveler                             | Game Republic                         | ngày 31 tháng 7 năm 2007  | PlayStation Portable |
| Wild Arms 5                                           | Media.Vision                          | ngày 28 tháng 8 năm 2007  | PlayStation 2        |
| Victorious Boxers: Revolution                         | Grand Prix Cavia                      | ngày 16 tháng 10 năm 2007 | Wii                  |
| Wild Arms XF                                          | Media.Vision                          | ngày 11 tháng 3 năm 2008  | PlayStation Portable |
| Valhalla Knights 2                                    | K2 LLC                                | ngày 1 tháng 10 năm 2008  | PlayStation Portable |
| KORG DS-10                                            | Cavia                                 | ngày 4 tháng 11 năm 2008  | Nintendo DS          |
| Populous DS                                           | Genki                                 | ngày 11 tháng 11 năm 2008 | Nintendo DS          |
| Retro Game Challenge                                  | indieszero                            | ngày 10 tháng 2 năm 2009  | Nintendo DS          |
| Avalon Code                                           | Matrix Software                       | ngày 10 tháng 3 năm 2009  | Nintendo DS          |
| Rune Factory Frontier                                 | Neverland                             | ngày 17 tháng 3 năm 2009  | Wii                  |
| Flower, Sun, and Rain: Murder and Mystery in Paradise | Grasshopper Manufacture h.a.n.d.      | ngày 16 tháng 6 năm 2009  | Nintendo DS          |
| Drill Sergeant Mindstrong                             | HI Corporation                        | ngày 22 tháng 6 năm 2009  | Wii                  |
| Little King's Story                                   | Cing                                  | ngày 21 tháng 7 năm 2009  | Wii                  |
| Valhalla Knights: Eldar Saga                          | K2 LLC                                | ngày 29 tháng 9 năm 2009  | Wii                  |
| The Wizard of Oz: Beyond the Yellow Brick Road        | Media.Vision                          | ngày 29 tháng 9 năm 2009  | Nintendo DS          |
| Ju-on: The Grudge                                     | feelplus                              | ngày 13 tháng 10 năm 2009 | Wii                  |
| Half-Minute Hero                                      | Marvelous Entertainment               | ngày 13 tháng 10 năm 2009 | PlayStation Portable |
| The Sky Crawlers: Innocent Aces                       | Project Aces Access Games             | ngày 12 tháng 1 năm 2010  | Wii                  |
| Valhalla Knights 2: Battle Stance                     | K2 LLC                                | ngày 21 tháng 1 năm 2010  | PlayStation Portable |
| KORG DS-10 Plus                                       | Cavia                                 | ngày 16 tháng 2 năm 2010  | Nintendo DS          |
| Ragnarok DS                                           | GungHo Online Entertainment           | ngày 16 tháng 2 năm 2010  | Nintendo DS          |
| Lunar: Silver Star Harmony                            | Game Arts                             | ngày 2 tháng 3 năm 2010   | PlayStation Portable |
| Fragile Dreams: Farewell Ruins of the Moon            | Namco Bandai Games tri-Crescendo      | ngày 16 tháng 3 năm 2010  | Wii                  |
| Samurai Shodown: Sen                                  | SNK Playmore                          | ngày 30 tháng 3 năm 2010  | Xbox 360             |
| Ys Seven                                              | Nihon Falcom                          | ngày 17 tháng 8 năm 2010  | PlayStation Portable |
| Ys Seven                                              | Nihon Falcom                          | ngày 30 tháng 8 năm 2017  | Microsoft Windows    |
| Ivy the Kiwi?                                         | Prope                                 | ngày 24 tháng 8 năm 2010  | Nintendo DS          |
| Ivy the Kiwi?                                         | Prope                                 | ngày 24 tháng 8 năm 2010  | Wii                  |
| Ivy the Kiwi? Mini                                    | Prope                                 | ngày 11 tháng 10 năm 2010 | Nintendo DS          |
| Ys: The Oath in Felghana                              | Nihon Falcom                          | ngày 2 tháng 11 năm 2010  | PlayStation Portable |
| Ys: The Oath in Felghana                              | Nihon Falcom                          | ngày 19 tháng 3 năm 2012  | Microsoft Windows    |
| Ys I & II Chronicles                                  | Nihon Falcom                          | ngày 22 tháng 2 năm 2011  | PlayStation Portable |
| Ys I & II Chronicles                                  | Nihon Falcom                          | ngày 14 tháng 2 năm 2013  | Microsoft WIndows    |
| The Legend of Heroes: Trails in the Sky               | Nihon Falcom                          | ngày 29 tháng 3 năm 2011  | PlayStation Portable |
| The Legend of Heroes: Trails in the Sky               | Nihon Falcom                          | ngày 29 tháng 7 năm 2014  | Microsoft Windows    |
| Wizardry: Labyrinth of Lost Souls                     | Acquire                               | ngày 2 tháng 6 năm 2011   | PlayStation 3        |
| Wizardry: Labyrinth of Lost Souls                     | Acquire                               | ngày 15 tháng 1 năm 2020  | Microsoft Windows    |
| Solatorobo: Red the Hunter                            | CyberConnect2                         | ngày 27 tháng 9 năm 2011  | Nintendo DS          |
| Fishing Resort                                        | Prope                                 | ngày 21 tháng 11 năm 2011 | Wii                  |
| Corpse Party                                          | Team GrisGris 5pb.                    | ngày 22 tháng 11 năm 2011 | PlayStation Portable |
| Corpse Party                                          | Team GrisGris 5pb.                    | ngày 25 tháng 4 năm 2016  | Microsoft Windows    |
| Corpse Party                                          | Team GrisGris 5pb.                    | ngày 25 tháng 10 năm 2016 | Nintendo 3DS         |
| Corpse Party                                          | Team GrisGris 5pb.                    | ngày 4 tháng 12 năm 2017  | Linux                |
| Sumioni                                               | Acquire                               | ngày 20 tháng 3 năm 2012  | PlayStation Vita     |
| Ys Origin                                             | Nihon Falcom                          | ngày 31 tháng 5 năm 2012  | Microsoft Windows    |
| Unchained Blades                                      | FuRyu                                 | ngày 26 tháng 6 năm 2012  | PlayStation Portable |
| Unchained Blades                                      | FuRyu                                 | ngày 3 tháng 1 năm 2013   | Nintendo 3DS         |
| The Last Story                                        | Mistwalker AQ Interactive             | ngày 14 tháng 8 năm 2012  | Wii                  |
| Way of the Samurai 4                                  | Acquire                               | ngày 21 tháng 8 năm 2012  | PlayStation 3        |
| Orgarhythm                                            | Acquire Neilo                         | ngày 23 tháng 10 năm 2012 | PlayStation Vita     |
| Ragnarok Odyssey                                      | Game Arts GungHo Online Entertainment | ngày 30 tháng 10 năm 2012 | PlayStation Vita     |
| Corpse Party: Book of Shadows                         | Team GrisGris 5pb.                    | ngày 15 tháng 1 năm 2013  | PlayStation Portable |
| Corpse Party: Book of Shadows                         | Team GrisGris 5pb.                    | ngày 29 tháng 10 năm 2018 | Microsoft Windows    |
| Ark of the Ages                                       | Meteorise                             | ngày 1 tháng 3 năm 2013   | Android              |
| Ark of the Ages                                       | Meteorise                             | ngày 29 tháng 3 năm 2013  | iOS                  |
| Pandora's Tower                                       | Ganbarion                             | ngày 16 tháng 4 năm 2013  | Wii                  |
| Killer Is Dead                                        | Grasshopper Manufacture               | ngày 27 tháng 8 năm 2013  | PlayStation 3        |
| Killer Is Dead                                        | Grasshopper Manufacture               | ngày 27 tháng 8 năm 2013  | Xbox 360             |
| Rune Factory 4                                        | Neverland                             | ngày 1 tháng 10 năm 2013  | Nintendo 3DS         |
| Valhalla Knights 3                                    | K2 LLC                                | ngày 15 tháng 10 năm 2013 | PlayStation Vita     |
| Senran Kagura Burst                                   | Tamsoft                               | ngày 14 tháng 11 năm 2013 | Nintendo 3DS         |
| Ys: Memories of Celceta                               | Nihon Falcom                          | ngày 26 tháng 11 năm 2013 | PlayStation Vita     |
| Ys: Memories of Celceta                               | Nihon Falcom                          | ngày 25 tháng 7 năm 2018  | Microsoft Windows    |
| Ys: Memories of Celceta                               | Nihon Falcom                          | ngày 9 tháng 6 năm 2020   | PlayStation 4        |
| Ragnarok Odyssey Ace                                  | Game Arts                             | ngày 1 tháng 4 năm 2014   | PlayStation Vita     |
| Ragnarok Odyssey Ace                                  | Game Arts                             | ngày 1 tháng 4 năm 2014   | PlayStation 3        |
| Bullet Witch                                          | Cavia                                 | ngày 13 tháng 5 năm 2014  | Xbox 360             |
| Bullet Witch                                          | Cavia                                 | ngày 25 tháng 4 năm 2018  | Microsoft Windows    |
| Akiba's Trip: Undead & Undressed                      | Acquire                               | ngày 5 tháng 8 năm 2014   | PlayStation 3        |
| Akiba's Trip: Undead & Undressed                      | Acquire                               | ngày 5 tháng 8 năm 2014   | PlayStation Vita     |
| Akiba's Trip: Undead & Undressed                      | Acquire                               | ngày 25 tháng 11 năm 2014 | PlayStation 4        |
| Akiba's Trip: Undead & Undressed                      | Acquire                               | ngày 26 tháng 5 năm 2015  | Microsoft Windows    |
| Senran Kagura Shinovi Versus                          | Tamsoft                               | ngày 14 tháng 10 năm 2014 | PlayStation Vita     |
| Senran Kagura Shinovi Versus                          | Tamsoft                               | ngày 1 tháng 6 năm 2016   | Microsoft Windows    |
| Senran Kagura Bon Appétit!                            | Tamsoft                               | ngày 11 tháng 11 năm 2014 | PlayStation Vita     |
| Senran Kagura Bon Appétit!                            | Tamsoft                               | ngày 10 tháng 11 năm 2016 | Microsoft Windows    |
| Brandish: The Dark Revenant                           | Nihon Falcom                          | ngày 13 tháng 1 năm 2015  | PlayStation Portable |
| Story of Seasons                                      | Marvelous AQL                         | ngày 31 tháng 3 năm 2015  | Nintendo 3DS         |
| Ys: The Ark of Napishtim                              | Nihon Falcom                          | ngày 28 tháng 4 năm 2015  | Microsoft Windows    |
| Lord of Magna: Maiden Heaven                          | Marvelous                             | ngày 2 tháng 6 năm 2015   | Nintendo 3DS         |
| Onechanbara Z2                                        | Tamsoft                               | ngày 21 tháng 7 năm 2015  | PlayStation 4        |
| Senran Kagura 2: Deep Crimson                         | Tamsoft                               | ngày 15 tháng 9 năm 2015  | Nintendo 3DS         |
| Corpse Party: Blood Drive                             | Team GrisGris 5pb.                    | ngày 13 tháng 10 năm 2015 | PlayStation Vita     |
| Corpse Party: Blood Drive                             | Team GrisGris 5pb.                    | ngày 10 tháng 10 năm 2019 | Microsoft Windows    |
| Corpse Party: Blood Drive                             | Team GrisGris 5pb.                    | ngày 10 tháng 10 năm 2019 | Nintendo Switch      |
| The Legend of Heroes: Trails in the Sky SC            | Nihon Falcom                          | ngày 29 tháng 10 năm 2015 | PlayStation Portable |
| The Legend of Heroes: Trails in the Sky SC            | Nihon Falcom                          | ngày 29 tháng 10 năm 2015 | Microsoft Windows    |
| Earth Defense Force 2: Invaders from Planet Space     | Sandlot                               | ngày 8 tháng 12 năm 2015  | PlayStation Vita     |
| Earth Defense Force 4.1: The Shadow of New Despair    | Sandlot                               | ngày 8 tháng 12 năm 2015  | PlayStation 4        |
| The Legend of Heroes: Trails of Cold Steel            | Nihon Falcom                          | ngày 22 tháng 12 năm 2015 | PlayStation 3        |
| The Legend of Heroes: Trails of Cold Steel            | Nihon Falcom                          | ngày 22 tháng 12 năm 2015 | PlayStation Vita     |
| The Legend of Heroes: Trails of Cold Steel            | Nihon Falcom                          | ngày 2 tháng 8 năm 2017   | Microsoft Windows    |
| The Legend of Heroes: Trails of Cold Steel            | Nihon Falcom                          | ngày 26 tháng 3 năm 2019  | PlayStation 4        |
| Nitroplus Blasterz: Heroines Infinite Duel            | Examu                                 | ngày 2 tháng 2 năm 2016   | PlayStation 3        |
| Nitroplus Blasterz: Heroines Infinite Duel            | Examu                                 | ngày 2 tháng 2 năm 2016   | PlayStation 4        |
| Nitroplus Blasterz: Heroines Infinite Duel            | Examu                                 | ngày 8 tháng 12 năm 2016  | Microsoft Windows    |
| Return to PoPoLoCrois: A Story of Seasons Fairytale   | Epics                                 | ngày 1 tháng 3 năm 2016   | Nintendo 3DS         |
| Senran Kagura Estival Versus                          | Tamsoft                               | ngày 15 tháng 3 năm 2016  | PlayStation 4        |
| Senran Kagura Estival Versus                          | Tamsoft                               | ngày 15 tháng 3 năm 2016  | PlayStation Vita     |
| Senran Kagura Estival Versus                          | Tamsoft                               | ngày 17 tháng 3 năm 2017  | Microsoft Windows    |
| Little King's Story                                   | Cing                                  | ngày 5 tháng 8 năm 2016   | Microsoft Windows    |
| The Legend of Heroes: Trails of Cold Steel II         | Nihon Falcom                          | ngày 6 tháng 9 năm 2016   | PlayStation 3        |
| The Legend of Heroes: Trails of Cold Steel II         | Nihon Falcom                          | ngày 6 tháng 9 năm 2016   | PlayStation Vita     |
| The Legend of Heroes: Trails of Cold Steel II         | Nihon Falcom                          | ngày 14 tháng 2 năm 2018  | Microsoft Windows    |
| The Legend of Heroes: Trails of Cold Steel II         | Nihon Falcom                          | ngày 4 tháng 6 năm 2019   | PlayStation 4        |
| Touhou: Scarlet Curiosity                             | Ankake Spa                            | ngày 20 tháng 9 năm 2016  | PlayStation 4        |
| Touhou: Scarlet Curiosity                             | Ankake Spa                            | ngày 11 tháng 7 năm 2018  | Microsoft Windows    |
| Exile's End                                           | Magnetic Realms                       | ngày 25 tháng 10 năm 2016 | PlayStation Vita,    |
| Exile's End                                           | Magnetic Realms                       | ngày 25 tháng 10 năm 2016 | PlayStation 4        |
| Exile's End                                           | Magnetic Realms                       | ngày 22 tháng 11 năm 2016 | Wii U                |
| Xanadu Next                                           | Nihon Falcom                          | ngày 3 tháng 11 năm 2016  | Microsoft Windows    |
| Shantae: Half-Genie Hero                              | WayForward                            | ngày 20 tháng 12 năm 2016 | Wii U                |
| Shantae: Half-Genie Hero                              | WayForward                            | ngày 20 tháng 12 năm 2016 | PlayStation 4        |
| Shantae: Half-Genie Hero                              | WayForward                            | ngày 20 tháng 12 năm 2016 | PlayStation Vita     |
| Shantae: Half-Genie Hero                              | WayForward                            | ngày 8 tháng 5 năm 2018   | Nintendo Switch      |
| Fate/Extella: The Umbral Star                         | Marvelous                             | ngày 17 tháng 1 năm 2017  | PlayStation 4        |
| Fate/Extella: The Umbral Star                         | Marvelous                             | ngày 17 tháng 1 năm 2017  | PlayStation Vita     |
| Fate/Extella: The Umbral Star                         | Marvelous                             | ngày 25 tháng 7 năm 2017  | Microsoft Windows    |
| Fate/Extella: The Umbral Star                         | Marvelous                             | ngày 25 tháng 7 năm 2017  | Nintendo Switch      |
| Story of Seasons: Trio of Towns                       | Marvelous                             | ngày 28 tháng 2 năm 2017  | Nintendo 3DS         |
| The Legend of Heroes: Trails in the Sky the 3rd       | Nihon Falcom                          | ngày 3 tháng 5 năm 2017   | Microsoft Windows    |
| Akiba's Beat                                          | Acquire                               | ngày 16 tháng 5 năm 2017  | PlayStation 4        |
| Akiba's Beat                                          | Acquire                               | ngày 16 tháng 5 năm 2017  | PlayStation Vita     |
| Senran Kagura: Peach Beach Splash                     | Tamsoft                               | ngày 26 tháng 9 năm 2017  | PlayStation 4        |
| Senran Kagura: Peach Beach Splash                     | Tamsoft                               | ngày 7 tháng 3 năm 2018   | Microsoft Windows    |
| Zwei: The Ilvard Insurrection                         | Nihon Falcom                          | ngày 31 tháng 10 năm 2017 | Microsoft Windows    |
| Zwei: The Arges Adventure                             | Nihon Falcom                          | ngày 24 tháng 1 năm 2018  | Microsoft Windows    |
| Freedom Planet                                        | GalaxyTrail                           | ngày 30 tháng 8 năm 2018  | Nintendo Switch      |
| Senran Kagura Reflexions                              | Tamsoft                               | ngày 13 tháng 9 năm 2018  | Nintendo Switch      |
| Senran Kagura Reflexions                              | Tamsoft                               | ngày 24 tháng 6 năm 2019  | Microsoft Windows    |
| Gal Metal                                             | DMM Games                             | ngày 30 tháng 10 năm 2018 | Nintendo Switch      |
| Gungrave VR                                           | Red/Development                       | ngày 11 tháng 12 năm 2018 | PlayStation 4        |
| Gungrave VR                                           | Red/Development                       | ngày 6 tháng 3 năm 2019   | Microsoft Windows    |
| London Detective Mysteria                             | Karin Entertainment                   | ngày 18 tháng 12 năm 2018 | PlayStation Vita     |
| London Detective Mysteria                             | Karin Entertainment                   | ngày 31 tháng 7 năm 2019  | Microsoft Windows    |
| Senran Kagura Burst Re:Newal                          | Tamsoft                               | ngày 22 tháng 1 năm 2019  | Microsoft Windows    |
| Senran Kagura Burst Re:Newal                          | Tamsoft                               | ngày 22 tháng 1 năm 2019  | PlayStation 4        |
| Fate/Extella Link                                     | Marvelous First Studio                | ngày 19 tháng 3 năm 2019  | PlayStation 4        |
| Fate/Extella Link                                     | Marvelous First Studio                | ngày 19 tháng 3 năm 2019  | PlayStation Vita     |
| Fate/Extella Link                                     | Marvelous First Studio                | ngày 19 tháng 3 năm 2019  | Microsoft Windows    |
| Fate/Extella Link                                     | Marvelous First Studio                | ngày 19 tháng 3 năm 2019  | Nintendo Switch      |
| Corpse Party: Sweet Sachiko's Hysteric Birthday Bash  | MAGES inc 5pb.                        | ngày 10 tháng 4 năm 2019  | Microsoft Windows    |
| Senran Kagura Peach Ball                              | Honey Parade Games                    | ngày 9 tháng 7 năm 2019   | Nintendo Switch      |
| Senran Kagura Peach Ball                              | Honey Parade Games                    | ngày 14 tháng 8 năm 2019  | Microsoft Windows    |
| BurgerTime Party!                                     | G-Mode                                | ngày 8 tháng 10 năm 2019  | Nintendo Switch      |
| Travis Strikes Again: No More Heroes                  | Grasshopper Manufacture               | ngày 17 tháng 10 năm 2019 | PlayStation 4        |
| Corpse Party 2                                        | Team GrisGris                         | ngày 23 tháng 10 năm 2019 | Microsoft Windows    |
| Heroland                                              | FuRyu                                 | ngày 3 tháng 12 năm 2019  | Nintendo Switch      |
| Heroland                                              | FuRyu                                 | ngày 3 tháng 12 năm 2019  | PlayStation 4        |
| Heroland                                              | FuRyu                                 | ngày 3 tháng 12 năm 2019  | Microsoft Windows    |
| Daemon X Machina                                      | Marvelous                             | ngày 13 tháng 2 năm 2020  | Microsoft Windows    |
| Rune Factory 4 Special                                | Marvelous                             | ngày 25 tháng 2 năm 2020  | Nintendo Switch      |
| Granblue Fantasy Versus                               | Arc System Works                      | ngày 3 tháng 3 năm 2020   | PlayStation 4        |
| Granblue Fantasy Versus                               | Arc System Works                      | ngày 13 tháng 3 năm 2020  | Microsoft Windows    |
| Story of Seasons: Friends of Mineral Town             | Marvelous                             | ngày 14 tháng 7 năm 2020  | Nintendo Switch      |
| Story of Seasons: Friends of Mineral Town             | Marvelous                             | ngày 14 tháng 7 năm 2020  | Microsoft Windows    |
| Kandagawa Jet Girls                                   | Honey Parade Games                    | ngày 25 tháng 8 năm 2020  | PlayStation 4        |
| Kandagawa Jet Girls                                   | Honey Parade Games                    | ngày 25 tháng 8 năm 2020  | Microsoft Windows    |
| Sakuna: Of Rice and Ruin                              | Edelweiss                             | ngày 10 tháng 11 năm 2020 | PlayStation 4        |
| Sakuna: Of Rice and Ruin                              | Edelweiss                             | ngày 10 tháng 11 năm 2020 | Nintendo Switch      |
| Microsoft Windows                                     |                                       |                           |                      |
| Story of Seasons: Pioneers of Olive Town              | Marvelous                             | ngày 23 tháng 3 năm 2021  | Nintendo Switch      |
| Akiba's Trip: Hellbound & Debriefed                   | Acquire                               | ngày 20 tháng 7 năm 2021  | Microsoft Windows    |
| Akiba's Trip: Hellbound & Debriefed                   | Acquire                               | ngày 20 tháng 7 năm 2021  | PlayStation 4        |
| Akiba's Trip: Hellbound & Debriefed                   | Acquire                               | ngày 20 tháng 7 năm 2021  | Nintendo Switch      |
| Shadowverse: Champions Battle                         | Cygames                               | ngày 10 tháng 8 năm 2021  | Nintendo Switch      |
| Knockout Home Fitness                                 | Pocket                                | Q3 2021                   | Nintendo Switch      |
| Rune Factory 5                                        | Marvelous                             | 2022                      | Nintendo Switch      |
| Potionomics                                           | Voracious Games                       | TBA                       | Microsoft Windows    |